# Zdeněk Mahdal
Zdeněk Mahdal (* 10. června 1960 Moravská Třebová) je český herec a moderátor, v letech 2018 až 2024 člen Rady Českého rozhlasu a v letech 2020 až 2023 její místopředseda. Jako dabér někdy používá též pseudonym Tomáš Marný.

## Život
Studoval čimelickou filmovou střední školu a následně v roce 1983 vystudoval činoherní herectví na Janáčkově akademii múzických umění v Brně. Dostal možnost angažmá v Divadle Josefa Kajetána Tyla v Plzni a po osmi letech se přestěhoval do Prahy. Tam se dlouhodobě usídlil a stal členem Divadla Jiřího Wolkera a Hudebního divadla Karlín, poté Městských divadel pražských, divadlo ABC.
Na konci května 2018 se stal členem Rady Českého rozhlasu. Při volbě získal 86 hlasů a porazil teoretika médií Jana Jiráka. Deník Forum 24 jej označil za „blízkého hnutí ANO“, jelikož namluvil audioverzi Babišovy knihy „O čem sním, když náhodou spím“. V roce 2019 načetl audioknihu Peníze a zdravý selský rozum (vydala Audiotéka). Dne 30. září 2020 byl zvolen místopředsedou Rady Českého rozhlasu, jakožto pro jediného kandidáta pro něj hlasovalo 6 z 8 přítomných radních. Funkci místopředsedy zastával do října 2023, funkci člena rady do května 2024.

## Herecká filmografie
- Odchod bez řádů (1982) – TV inscenace
- Dynamit (1989)
- Kamarád do deště II. – Příběh z Brooklynu (1992)
- Náhrdelník (1992) – TV seriál
- Zámek v Čechách (1993)
- Arabela se vrací aneb Rumburak králem Říše pohádek (1993) - TV seriál
- Hukot (1996)
- Bakaláři 1997 (1997)
- Dějiny jedné rodiny (1998)
- Markétin zvěřinec (1998)
- Noční allegro (1998)
- Doba ledová (2002, 2006, 2009, 2012, 2016) – filmová série, hlas Diega
- Ordinace v růžové zahradě (2005, 2012) – TV seriál
- Kobra 11 (2007–2008) – TV seriál, dabing Chrise Rittera
- Veni, vidi, vici (2009)
- Vyprávěj (2009, 2013) – TV seriál
- O čem sním, když náhodou spím (2011) – audiokniha Andreje Babiše
- Trapasy (2013)
- Policie Modrava (2015, 2017, 2019) – TV seriál
- Ohnivý kuře (2015) – TV seriál
- Zoo (2022) – TV seriál